# 1012
| [ Edytuj tabelę ]              |                                                                                        |
| Książę Polski                  | - 992 Bolesław I Chrobry 1025                                                          |
| Król Angkoru                   | - 1010 Surjawarman I 1048                                                              |
| Król Anglii                    | - 978 Ethelred II Bezradny 1016                                                        |
| Hrabia Aragonii i król Nawarry | - 1000 Sancho III Wielki 1035                                                          |
| Hrabia Barcelony               | - 992 Rajmund Borrell 1017                                                             |
| Książę Bawarii                 | - 1005 Henryk V 1026                                                                   |
| Książę Burgundii               | - 1004 Rudolf III 1016                                                                 |
| Cesarz Bizancjum               | - 976 Bazyli II Bułgarobójca 1025                                                      |
| Car Bułgarii                   | - 976 Samuel Komitopul 1014                                                            |
| Cesarz Chin                    | - 997 Song Zhenzong 1022                                                               |
| Książę Czech                   | - 1004 Jaromir 1012 - 1012 Oldrzych 1033                                               |
| Król Danii                     | - 987 Swen Widłobrody 1014                                                             |
| Władca Egiptu                  | - 996 Al-Hakim bi-Amr Allah 1021                                                       |
| Król Francji                   | - 996 Robert II Pobożny 1031                                                           |
| Król Gruzji                    | - 1001 Bagrat III 1014                                                                 |
| Hrabia Holandii                | - 993 Dirk III 1039                                                                    |
| Król Irlandii                  | - 1002 Brian Śmiały 1014                                                               |
| Cesarz Japonii                 | - 1011 Sanjō 1016                                                                      |
| Kalif                          | - 991 Al-Kadir 1031                                                                    |
| Hrabia Kastylii                | - 995 Sancho I Garcia 1017                                                             |
| Król Kastylii                  | - 1000 Sancho III 1035                                                                 |
| Wielki książę Kijowa           | - 978 Włodzimierz I Wielki 1015                                                        |
| Patriarcha Konstantynopola     | - 999 Sergiusz II 1019                                                                 |
| Władca Korei                   | - 1009 Hyŏnjong 1031                                                                   |
| Król Leónu                     | - 999 Alfons V 1028                                                                    |
| Król Norwegii                  | - 999 Swen Widłobrody 1015                                                             |
| Hrabia Palatynatu              | - 994 Ezzon 1034                                                                       |
| Papież                         | - 1009 Sergiusz IV 1012 - 1012 Grzegorz VI (antypapież) 1012 - 1012 Benedykt VIII 1024 |
| Hrabia Portugalii              | - 1008 Alvito Nunes 1015                                                               |
| Książę Saksonii                | - 1011 Bernard II 1059                                                                 |
| Król Szkocji                   | - 1005 Malcolm II 1034                                                                 |
| Król Szwecji                   | - 995 Olof Skötkonung 1022                                                             |
| Doża Wenecji                   | - 1009 Otton Orseolo 1026                                                              |
| Król Węgier                    | - 1000 Stefan I Święty 1038                                                            |

Rok 1012 / MXII
stulecia: X wiek ~
XI wiek ~
XII wiek

lata: 1002 «
1007 «
1008 «
1009 «
1010 «
1011 «
1012
» 1013
» 1014
» 1015
» 1016
» 1017
» 1022

## Wydarzenia w Polsce
- Bolesław Chrobry najechał Łużyce i zdobył Lubusz. Odsiecz niemiecka nie zdołała pomóc twierdzy z powodu wylewu rzeki Łaby.
- Założenie zakonu kamedułów przez św. Romualda z Camaldoli.

## Wydarzenia na świecie
- 18 maja – nowym papieżem został Benedykt VIII.

## Urodzili się
- Brzetysław I, książę Czech (data sporna lub przybliżona) (ur. ok. 1002 lub ok. 1012; zm. 1055)

## Zmarli
- 12 maja – Sergiusz IV, papież
- Unger, biskup poznański